# Ману-смрити
Ма́ну-смри́ти (на санскрит: मनुस्मृति, manusmṛti), известни също и като Ману-самхи́та, Манава-дхармашастра (на санскрит: मानवधर्मशास्त्र) и Законите на Ману, са паметник на древноиндийската литература, представляващ сборник с предписания за благочестие на индийците от времето на Ведическата цивилизация.
Предписанията засягат изпълнението на обществения, религиозен и морален дълг, приписван по легендарна традиция на прародителя на човечеството – Ману. Ману-смритите са сред 12-те дхарма-шастри, които са известни в литературатурата като смрити.

## История и особености
Законите на Ману добиват своя окончателен вид през 3 век пр.н.е., когато Древна Индия е управлявана от Чандрагупта от династията Маурия. Те са важен извор за социално-икономическия и държавен живот в страната от времето на утвърждаване на кастовата система. Тази система е своеобразна и характерна за социално-икономическото развитие единствено на древноиндийското общество.
Поради обемността на тези закони, те са написани под формата на двустишие, което облекчава тяхното запомняне. Обемат 2685 члена. Една съществена част от тези текстове излизат извън пределите на правото, регламентирайки редица положения относими към политиката, морала, религията и т.н. Смесването на светски и религиозни норми и предписания вероятно е направено съзнателно, защото по този начин се повишава ефективността на този законник в едно явно силно религиозно общество. В законите на Ману могат да се открият общи черти със законите на Хамурапи. Законите скрепяват различния социален статус на кастите, а акцентът пада върху облигационното право с оглед регламентацията на размяната. Законите също така определят максимален размер на лихвата по заеми, като лихвата е най-ниска за представителите на най-висшите кастови съсловия и най-висока за най-низшите. Ако член на обществото има няколко кредита или няколко дълга, то той бил длъжен да изплати първо дългът си към държавата, след това към брахмана (ако има такъв), и съответно насетне редът за изплащане вървял по низходяща социална линия. Ако длъжникът е от същата или от по-низша категория в сравнение с кредитора, било възможно дългът да бъде отработен, но заемополучател от висшата класа, ако е взел заем от низшестоящ, не би могъл да изплати този начин дългът си.
В наследственото право няма равнопоставеност, за разлика от вавилонските закони на Хамурапи. Например, ако брахман има деца от жени от различни съсловия, синът му от жена, принадлежаща на неговото кастово съсловие, ще получи по-голям дял наследството, отколкото синът му от брак с жена от по-нисшето кастово съсловие. По законите на Ману само синовете унаследяват, с цел да се запази имуществото във фамилията.
Правните норми на наказателното право също във висока степен защитават социалната система на касти и съсловия. Например много сурово наказание се предвижда за някой, който си присвои отличителните знаци, в това число и облеклото на висшестоящо съсловие. В по-голямата част от случаите този, който извършва престъпление срещу висшестоящо съсловие подлежи на членовредително наказание. В обратния случай за същото престъпление обикновено виновният от по-висшата каста плаща само парично обезщетение. В друг частен случай, ако някой защити брахман и убие негов нападател се счита, че няма извършено престъпление. При разпит на членовете на нисшето кастово съсловие се допускат мъченя, докато при по-висшите това е изключено, като и хора от нисша каста не могат да бъдат свидетели по наказателно дело срещу човек от висша каста. Ако при свидетелските показания има противоречия, то съдът бил длъжен да даде предпочитание на дадените от свидетел от висшата каста показания. Древноиндийското законодателство твърдо закрепва съсловната организация на древноиндийската ведическа държава.